# Williamsburg, Virginia
För andra orter med samma namn, se Williamsburg.
Williamsburg är en stad och ett countyfritt område (independent city) i delstaten Virginia i USA. Vid folkräkningen år 2000 hade staden 11 998 invånare. Enligt United States Census Bureau har staden en total area på 22,5 km², av vilka 22,1 km² består av land och 0,3 km² av vatten. Av den totala arean är 1,5% vatten.

## Historik
Staden grundades 1699 och namngavs efter Vilhelm III av England. Williamsburg var Virginias huvudstad fram till 1780 då Richmond övertog den rollen.
I staden finns Colonial Williamsburg, ett friluftsmuseum med restaurerade och återuppbyggda byggnader och miljöer från 1700-talets kolonialtid.

## Kommunikationer
Williamsburg är belägen vid Interstate 64 (I-64).

## Utbildning
USA:s näst äldsta universitet, College of William & Mary, har sitt säte i Williamsburg. 